# Չ
Das Č̕a (Չ und չ) ist der 25. Buchstabe des armenischen Alphabets. Der Buchstabe stellt den Laut [t͡ʃʰ] dar und wird im Deutschen mit dem Tetragraphen Tsch transkribiert.
Es ist dem Zahlenwert 700 zugeordnet. 

## Zeichenkodierung
Das Č̕a ist in Unicode an den Codepunkten U+0549 (Großbuchstabe) bzw. U+0579 (Kleinbuchstabe) zu finden.